# Denhama striata
Denhama striata is een insect uit de orde Phasmatodea en de  familie Phasmatidae. De wetenschappelijke naam van deze soort is voor het eerst geldig gepubliceerd in 1918 door Sjöstedt.
1. ↑  (en) Denhama striata op de IUCN Red List of Threatened Species.